# Atan, Lori
Atan là một đô thị thuộc tỉnh Lori, Armenia. Dân số ước tính năm 2011 là 241 người.